# Бугринское
Бугринское (или Бугры) — историческое село, существовавшее на территории современного Кировского района Новосибирска. Основано в XVIII веке.

## Вероятное происхождение названия
Бугры располагались на возвышенности относительно соседней деревни Кривощёково, т. е. первые поселенцы переехали «на бугор».

## История
Год основания села не известен. Считается, что деревня была образована в конце XVIII века. Обоснованием этого факта служит то, что Бугринской нет ни в «Списке населенных мест Томской губернии за 1777 год», ни в «Списке населенных мест Колыванской области за 1782 год». Но в 1816 году на подробной карте Колывано-Вознесенской горной округи присутствует деревня Бугор.
Основателем деревни считается Герасим Быков, переехавший из Большого Кривощёкова на 3 версты выше по реке Туле и поставивший первые дома на левом берегу реки для своей семьи и семьи брата. Согласно «Окладной книге» за 1823 год в поселении «при тракте» из Барнаула в Колывань-на-Чаусе уже проживали семьи Шевелевых, Редровых, Томиловых, Чистяковых, Кочергиных и других. В 1823 году здесь проживало уже 28 семей (78 душ мужского пола), в 1842 году — 34 семьи со 114 душами мужского пола, а в 1858 году — 41 семья и 283 жителя (143 мужчины и 140 женщин).
Наиболее состоятельным жителем был Марко Андреев Редров, церковный трапезник, у которого было «10 лошадей, 10 коров, 9 дес. пашни при одном работнике м. п.».
Официально деревня, как и все другие в округе, была приписана к Колывано-Воскресенским горным заводам. Основная часть бугринцев работала на этих заводах. При этом многие занимались земледелием, скотоводством, извозом, изготовляли конскую упряжь, выделывали кожу, гнали дёготь. В селе действовала небольшая пасека Федора Белоусова (10 ульев) и колесчатая мельница на реке Тула, принадлежавшая братьям Ефиму и Ивану Антипьевым с «начала поселения в деревне».
Доктор исторических наук Тамара Семёновна Мамсик провела экономический анализ по материалам ревизских переписей и пришла к выводу, что в середине XIX века из 9 протогородских поселений Новосибирска Бугринская была самой обеспеченной деревней («Совокупная денежная сумма налогов 404 рубля сер., объём заводских отработок, пеших и конных — 106 душ»).
В 1893 году в Бугринском было 90 дворов (89 крестьянских дворов, 1 некрестьянский) и 460 жителей (210 мужчин и 250 женщин). Работали мельница, маслобойня, мелочная лавка.
Строительство железной дороги привело к уничтожению близлежащего села Большое Кривощёково. Перенос в 1895 году деревянной церкви во имя Святителя Николая Чудотворца и волостной управы в Бугринское привёл к резкому росту его значения. При церкви был создан детский приют. В этом же году прихожане возвели для церковнослужителей дома, которые образовали в деревне «поповское подворье». С обретением церковного прихода и управы деревня Бугринское сменила статус на центр Бугринской волости Томского уезда Томской губернии. Также в 1895 году в деревне разместилась штаб-квартира 5-го полицейского стана, в который назначили пристава Григория Михайловича Ржевского, в ведении которого были, кроме Бугров, Вертково, Кривощёково и посёлок мостостроителей.
В 1899 году в селе было уже 120 дворов (из них 9 некрестьянских) и 631 житель (312 мужчин и 319 женщин).

### Начало XX века
1901 год был неурожайным, тем менее крестьяне продолжали платить налоги и брали ссуды. В тот период в селе насчитывалось 140 дворов и 370 душ мужского пола, площадь земельного надела составляла 1 122 десятины леса и 4 245,8 десятин удобиц, урожайность пшеницы составляла 62,5 пуда на десятину, у жителей в совокупности было 252 головы мелкого и 277 голов крупного рогатого скота, а также 393 лошади. Обязанности старосты исполнял Александр Белоусов.
В 1903 году при церкви открылась женская церковно-приходская школа.
В 1905 году Кривощёковскую волость разделили на три: Прокудскую, Каменскую и Бугринскую, после чего деревня стала волостным центром последней в составе Томского уезда Томской губернии.
В 1911 году в селе был уже 171 двор, его население составляло 693 человека (343 мужчины и 350 женщин), площадь земельного надела равнялась 5 516 десятинам пахотной земли. В Буграх были церковь, женское церковно-приходское училище, начальное училище Министерства внутренних дел, волостное правление, водяная и паровая мельницы, солодовый завод, хлебозапасный магазин, трактир, казённая винная, пивная лавки, а также пять торговых лавок, которые находились на первых этажах в купеческих домах на Тульской улице.
Летом 1907 года австрийские подданные Бенедикт Ульман и Максимилиан Шевес от имени «Российского торгово-промышленное товарищества Неэр, Ульман и Шевес» обратились к властям с просьбой о разрешении постройки первого в Сибири механического солодовенного завода в селе Бугры. В 1909 году завод начал давать продукцию — ячменный солод.
С 1912 года в селе работает пивоварня «Конкурент». А с начала Первой мировой войны торговый дом Коптеловых открывает кожевенный завод с 32 рабочими местами.
В 1915 году в поселении происходили крестьянские волнения.
19 февраля 1918 года на сходе в Буграх крестьяне избрали новый орган управления — сельский Совет.
В июне 1920 года вышел доклад заведующего хлебофуражным подотделом ГубПродКома, в котором указывалось о нежелании ряда волостей выдавать хлеб, в их числе также упоминалась Бугринская волость (До настоящего времени более упорное сопротивление сдаче хлеба оказывают волости: Сорокомышская, Федосовская, Бугринская, Каменская, Барышевская).
В январе 1921 года у сельской церкви отнимают сенокосные и пахотные земли, у священнослужителей отбирают дома, два из них были отданы для ЧКтиф (комиссия по предотвращению тифа), два других дома, принадлежавших псаломщикам — под частное жильё.
В июне 1921 года Бугринская волость вошли в состав Каргатского уезда Ново-Николаевской губернии, а с 1925 году Бугры стали центром Бугринского района Ново-Николаевского (с 1926 года — Новосибирского) округа Сибирского края.
В 1926 году в Буграх было 236 дворов и 1287 жителей, действовали агрономический пункт, солодовый и кожевенный заводы, работали изба-читальня, больница, ветеринарная поликлиника, судсберкасса и лавка общества потребителей, в июне 1926 года здесь началось вещание первой сельской радиостанции.
В этом же году в селе произошёл крупный пожар.
В 1928 году в Бугринском насчитывалось уже 495 домохозяйств, население составляло 1968 человек.
В феврале 1930 года была закрыта Никольская церковь, в ней разместилась колония для заключённых.
В июне 1930 года в Буграх была открыта геофизическая обсерватория при Западно-Сибирском гидрометеорологическом бюро, в этом же году при обсерватории была создана метеорологическая станция «Новосибирск, Бугры, располагавшаяся по адресу ул. Аникина, 2/1».

### Городской период
Перенос строительства на левый берег привёл к необходимости передачи села в ведение городских властей. По проекту бригады общества пролетарских архитекторов под управлением Д. Е. Бабенкова и др. Бугринскую рощу рассматривали в качестве восточной окраины «левобережного города социалистического типа». В 10 июля 1930 года Новосибирский горсовет принял решение о создании в Бугринской роще заповедной зоны с организацией парка отдыха, в связи с чем здесь была остановлена разработка камня.
20 октября 1930 года село стало частью вновь образованного Заобского района Новосибирска.
В 1930-х годах на территории села работала мебельная мастерская, которая в 1936 году вошла в состав городской артели мебельщиков.
Весной 1932 года здание бывшей церкви было уничтожено пожаром.
В конце 1930-х годов возле северной окраины села в 87-м квартале (угол совр. улиц Ватутина и Таймырской) был организован лагерный пункт № 7 под управлением Сиблага, в мае 1941 года в нём находились 270 зеков. Впоследствии он стал более крупным. Среди заключённых наблюдалась высокая смертность из-за отсутствия нормальной медицинской помощи, о чём, в частности, свидетельствует доклад ответственного инструктора политотдела ГУЛАГа О. А. Разиной от 18.12.1941:

В Бугринском отделении слабосильные заключённые не были выделены отдельно и находились вне медицинского надзора, в результате чего с 5 на 6 ноября скоропостижно скончались 5 человек...
Восточнее лагерного пункта № 7 на картофельном поле был создан ещё один лагерь.
В конце 1930-х годов берег Оби возле устья Тулы называли «Китай-городом», так как в этом месте в землянках проживали китайцы, возделывавшие здесь плантации. На затопляемых участках выращивали рис, а немного выше на песчаных огородах — арбузы. Впоследствии китайский посёлок исчез в связи с «очисткой городов от нежелательных категорий населения». Китайцы в спешке продавали своё жильё, а некоторые даже бросали свои жилые участки. После Второй мировой войны на месте бывшего китайского поселения расположился участок Зеленстроя.
В период Великой Отечественной войны в Бугры приехало много эвакуированных, а также интернированных эстонцев и поволжских немцев.
В 1942 году на солодовом заводе был крупный пожар.
В настоящее время о существовании села напоминают лишь отдельные топонимы: Бугринская роща, Бугринский мост, микрорайон Бугринский,  «Бугринская роща».